# مدريد، 1987
مدريد، 1987 (بالإسبانية: Madrid, 1987)‏ هو فيلم درامي إسباني من عام 2011 من تأليف وإخراج ديفيد ترويبا. يقوم ببطولته خوسيه ساكريستان صحفي قديم ومرير يحاول إغواء طالبة صحافة شابة تلعب دورها ماريا فالفيردي. تم عرضه لأول مرة في 2011 بمهرجان سان سيباستيان السينمائي الدولي.

## قصة الفيلم
في عام 1987، وافق ميغيل، وهو صحفي عجوز ومرير، على مقابلة أنجيلا، طالبة الصحافة الشابة المثالية، لإجراء مقابلة في مطعم محلي. فاتت أنجيلا العديد من محاضراتها وتحتاج إلى كتابة مقال؛ لقد اختارت استخدام ميغيل كموضوع لها. طوال المقابلة، أعرب ميغيل عن ازدرائه للمثالية والأسلوب. عندما قرأ عينة من كتابات أنجيلا، رفض ميغيل الكثير منها، رغم قوله إنها موهوبة. يطلب الاحتفاظ ببعض كتاباتها ويدعو أنجيلا إلى منزل صديقه لويس. يوضح ميغيل أن لويس لن يعود قبل يوم الاثنين، وسيكون لديهم المكان لأنفسهم. وافقت، واستمروا في حديثهم هناك حول الويسكي. يمشي ميغيل على لوحات لويس، وعندما تعترض أنجيلا، يقول إن لويس يفضل أن تشوبها الحياة والخبرة. يتناوب ميغيل بين النصائح الساخرة والمفاهيم الرومانسية الساخرة للصحافة. سرعان ما دخل غرفة النوم وطلب من أنجيلا أن تتجرد من ملابسها. عندما تتراجع، يخبرها أنه كان صادقًا مع طبيعته ولم يخفِ دوافعه أبدًا. عندما تستدير للمغادرة، أوقفها ميغيل وقال إنه يأمل أن تحترمه ذات يوم لجرأته.
بينما كان ميغيل يدخن سيجارة، يسمع صرير الألواح، وخطى أنجيلا عبر المدخل غير مرتدية شيء سوى قميص مفتوح. اندهش، ميغيل ووضع الطلاء على جسدها العاري بلا كلام. تنهض أنجيلا لتغتسل ويتبعها إلى الحمام. بعد أن يتناوبوا على الاستحمام، تشعر أنجيلا بالإحباط عندما لا تستطيع فتح الباب. يحاول ميغيل أيضًا ويخلص إلى أنه تم إغلاقه من الخارج. يحتوي الحمام على منشفة واحدة فقط وكلاهما عاريان؛ عندما أدرك ميغيل عدم ارتياحها، يسلم المنشفة إلى أنجيلا. يواصل الاثنان حديثهما، ويتناوب ميغيل بين محاولات إغواء أنجيلا، وتقديم نصائح ساخرة، والتعبير عن تفضيله للويسكي والسجائر على الصحبة معها. مع مرور الوقت، يشعر الاثنان بالقلق من أن يتأخرا: ميغيل على زوجته، وأنجيلا على والديها. عندما علم ميغيل أن أنجيلا هي ابنة جندي فاشي بارز، يصف مواجهاته مع الفاشيين ومحاولاته الفاشلة لإغواء أخت أنجيلا الكبرى.
عندما يصبح ميغيل يائسًا من الموقف، وعمره، وجاذبيته، ورغبته الحمقاء في إغواء امرأة أصغر سنًا، تطفئ أنجيلا الأضواء، وتسقط منشفتها، ويمارس الاثنان الجنس. بعد ذلك، يتجاهل ميغيل شعورها بالذنب ويعلن أن لديها إحساسًا أكثر تطورًا وعمقًا بالذنب. تتهمه أنجيلا بالأنانية. يتصالحون بسرعة عندما يعرض ميغيل المعاقب للترفيه عن أنجيلا بقصة. القصة، التي تم تخيلها كفيلم وهمي يشاهدونه في السينما، تدور حول صبي يرفض مغادرة سريره تحت أي ظرف من الظروف. يصر الصبي على أنه ليس مريض؛ إنه ببساطة لا يرغب في ترك سريره. عندما يختفي الولد في ظروف غامضة، يتعارض والديه بشأن ما إذا كان يجب أن يشعروا بالسعادة لأنه ترك فراشه أو يحزنون على هروبه. قبل أن يتمكن ميغيل من إنهاء القصة، يعود لويس لإنقاذهم، وقد استدعاه العامل الذي سمع نداءاتهم السابقة للمساعدة. يسأل لويس ميغيل عما إذا كان سيرى أنجيلا مرة أخرى، لكن ميغيل فلسفي. أخبر لويس أن يحتفظ بزوج من النظارات التي تركتها أنجيلا وراءها، وأسباب أنها إذا عادت، فستكون في منزل لويس. ينتهي الفيلم بينما تعود أنجيلا إلى منزل والديها.

## الممثلون
- خوسيه ساكريستان في دور ميغيل
- ماريا فالفيردي بدور أنجيلا
- رامون فونتسيريه في دور لويس

## إنتاج
تم تصوير الفيلم في اثني عشر يومًا في مدريد. مصدر إلهام الفيلم جاء من تجارب الكاتب والمخرج ديفيد ترويبا كصحفي شاب في إسبانيا في الثمانينيات.

## إطلاق الفيلم
مدريد، 1987 عرض لأول مرة في 22 سبتمبر 2011 في مهرجان سان سيباستيان السينمائي الدولي. كان العرض الدولي الأول في 2011 مهرجان صندانس السينمائي. صدر فيلم Breaking Glass Pictures على الفيديو المنزلي في 26 فبراير 2013.